# Vecsés vasútállomás
Vecsés vasútállomás egy Pest vármegyei vasútállomás, melyet a MÁV üzemeltet. A vasúti pálya 2005-ben, a vasútállomás pedig 2017-ben kapott utoljára felújítást.

## Áthaladó vasútvonalak
- Budapest–Záhony-vasútvonal (100a)

## Közúti megközelítése
Az állomás közúton a 4602-es útból, annak a vasúti keresztezése előtt észak felé kiágazó 46 301-es úton (Bajcsy-Zsilinszky utca) érhető el.
Közösségi közlekedéssel az 576-os, 577-es és 578-as buszjáratokkal, illetve a helyi buszjárattal közelíthető meg.

## Forgalom
| Járat        | Útvonal | Gyakoriság           |
| ------------ | --- | -------------------- |
| S50          | Budapest-Nyugati – Zugló – Kőbánya alsó – Kőbánya-Kispest – Pestszentlőrinc – Szemeretelep – Ferihegy – Vecsés – Vecsés-Kertekalja – Üllő – Hosszúberek-Péteri – Monor (– Monorierdő – Pilis – Albertirsa – Ceglédbercel – Ceglédbercel-Cserő – Budai út – Cegléd – Abony – Szolnok) | 30 percenként        |
| személyvonat | Budapest-Nyugati → Zugló → Kőbánya alsó → Kőbánya-Kispest → Pestszentlőrinc → Szemeretelep → Ferihegy → Vecsés → Vecsés-Kertekalja → Üllő → Hosszúberek-Péteri → Monor → Monorierdő → Pilis → Albertirsa → Ceglédbercel → Ceglédbercel-Cserő → Budai út → Cegléd → Abony → Szolnok → Szajol → Törökszentmiklós → Fegyvernek-Örményes → Kisújszállás → Karcag → Püspökladány → Kaba → Hajdúszoboszló → Ebes → Debrecen | Napi 1 Debrecen felé |
| személyvonat | Kecskemét → Nagykőrös → Cegléd → Albertirsa → Pilis → Monor → Vecsés → Kőbánya-Kispest → Kőbánya alsó → Zugló → Budapest-Nyugati | Napi 2 Budapest felé |